# Samarica
 Ovo je glavno značenje pojma Samarica. Za druga značenja pogledajte Samarica (Ivanska).
Samarica (eng. derrick) je jednostavna dizalica za prekrcaj brodskoga tereta. Samarica se sastoji od kose čelične ili drvene motke (samarica u užem smislu, kadšto grana samarice) kojoj se kraj oslanja na svestrano okretljiv zglob postavljen na jarbolu ili palubi, dok joj je gornji kraj u željenom položaju pridržan užetima s koloturjem (klobučnica). Teret se podiže užetom preko kolotura pri vrhu grane i vitlom. Pri prekrcaju brodskoga tereta samarice obično rade u parovima (udvojene samarice), pri čem je jedna postavljena iznad brodskoga skladišta a druga iznad obale. Kada su izvan uporabe, spuštaju se u vodoravan položaj i pričvršćuju u posebne ležajeve na palubi, ili se dižu u uspravan položaj u ležajeve na jarbolima. Na suvremenim brodovima sve češće se zamjenjuje drugim vrstama dizalica.
Samarica je po svojoj izvedbi jednostavna, što je bilo uzrokom njene rane upotrebe, a svoj procvat je doživjela sredinom 20. stoljeća upotrebom na brodovima, i to najčešće u obliku udvojenih samarica. Samarica se sastoji od nosača samarice (na brodu je to najčešće jarbol) i grane samarice koja nosi teret. Jako uže drži granu ovješenu o nosač, a drugo uže preko koloturnika smještenog pri vrhu grane diže teret. U prapočecima, grana je bila nepomična,  samo je visila iznad područja pretovara, a teret se podizao ručnim vitlom ili snagom ljudi i životinja, a istim načinom se i teret pomicao lijevo-desno. Napredak u razvoju samarica je došao s izvedbom s granom koja se mogla zakretati. Time se olakšao pretovar tereta. Sljedeća stavka je bila uvođenje bočnih konopa za zakretanje koji se nazivaju brkovi. U posljednjem koraku razvoja samarica, sva vitla su dobila elektromotore što je znatno ubrzalo i olakšalo rad. Danas su samarice velikim dijelom izbačene iz upotrebe razvojem bržih i jednostavnijih izvedbi dizalica. Svoju primjenu imaju još uvijek kao dizalice za teške terete, iako su i ovdje sve manje u upotrebi.

## Jarbolna dizalica
Jarbolna dizalica, jarbolni granik ili derik (prema Thomasu Derricku) ima okomiti jarbol i najčešće pri dnu jarbola oslonjen dohvatnik koji može mijenjati nagib kao kod okretnih dizalica. Upotrebljavaju se najviše za montažne radove za nosivosti i do 500 tona, a mogu se ugraditi i na mjestima neprikladnima za druge vrste dizalica, kao što su krovovi ili zidovi zgrada i slično. 
Jarbolne dizalice se najčešće koriste za građevinske i montažne radove. Njihova je nosivost najčešće od 2 do 25 tona, a najveći je doseg od 10 do 50 metara. S obzirom na mogućnost zakretanja razlikuju se jarbolne dizalice s krutim zategama i jarbolne dizalice s užetnim zategama.  
Okomiti okretni stup jarbolne dizalice s krutim zategama drže dvije kose zatege koje su preko ležaja pričvršćene na gornji dio dizalice. Te zatege ograničuju zakretanje dohvatnika na oko 280°. Ležaj dohvatnika nalazi se na donjem dijelu okretnog stupa. U mrtvom kutu zakretanja smješteni su mehanizmi za dizanje tereta, okretanje i uvlačenje dohvatnika.  
Okomiti okretni stup jarbolne dizalice s užetnim zategama pridržava više jednoliko raspoređenih čeličnih užeta, koja su nategnuta između okretnog ležaja na vrhu stupa i usidrenja na zemlji. Dohvatnik tih dizalica, ako nije predugačak, može se zakretati za 360° ispod razapetih čeličnih užeta, a ako je previše dug, samo između dva susjedna užeta.
Posebne su vrste jarbolnih dizalica vozeće jarbolne dizalice i palubne jarbolne dizalice na plovilima (samarice), koji služe za pretovar komadne robe u lukama bez prikladnih pretovarnih uređaja.